# Corinna grandis
Corinna grandis är en spindelart som först beskrevs av Simon 1898.  Corinna grandis ingår i släktet Corinna och familjen flinkspindlar. Inga underarter finns listade i Catalogue of Life.